# Pixels
Pixels és una pel·lícula de comèdia de ciència-ficció del 2015 dirigida per Chris Columbus, escrita per Tim Herlihy i Timothy Dowling, i produïda per Columbus, Adam Sandler, Allen Covert i Mark Radcliffe. Basat en el curtmetratge homònim del 2010 de Patrick Jean, la pel·lícula és protagonitzada per Sandler, Kevin James, Michelle Monaghan, Peter Dinklage, Josh Gad i Brian Cox. Combinant personatges de videojocs animats per ordinador i efectes visuals, la pel·lícula segueix una raça alienígena que malinterpreta els canals de vídeo dels jocs d'arcade clàssics com una declaració de guerra, cosa que fa que envaeixin la Terra utilitzant tecnologia inspirada en jocs dels anys 80 com Pac-Man, Space Invaders, Arkanoid, Galaga, Centipede i Donkey Kong. Per contrarestar la invasió, els Estats Units contracten antics campions arcades per liderar la defensa del planeta. El rodatge va començar el 28 de maig de 2014 a Toronto; el rodatge es va acabar en tres mesos. Ha estat doblada i subtitulada al català.
Produït per Columbus's 1492 Pictures i Sandler's Happy Madison Productions en associació amb LStar Capital i China Film Co. Ltd., Pixels es va estrenar als cinemes als Estats Units el 24 de juliol de 2015, en formats 2D, 3D i IMAX 3D, per Sony Pictures Releasing a través del seu segell Columbia Pictures. Va rebre crítiques generalment negatives, i els crítics el van considerar similar a altres pel·lícules de videojocs, especialment En Ralph, el destructor (2012), Hitman: Agent 47 (2015) i Need for Speed (2014) i va recaptar 244 milions de dòlars a tot el món amb un pressupost de producció de entre 88 i 129 milions de dòlars.